# Harat Szarki
Harat Szarki (arab. هرط شرقي) – wieś w Syrii, w muhafazie Hama. W 2004 roku liczyła 610 mieszkańców.